# Simplicia kebeae
Simplicia kebeae là một loài bướm đêm trong họ Noctuidae.